# Eunidia flavovariegata
Eunidia flavovariegata là một loài bọ cánh cứng trong họ Cerambycidae.